# Phylus coryli
Phylus coryli ist eine Wanzenart aus der Familie der Weichwanzen (Miridae).

## Merkmale
Die Wanzen werden 4,4 bis 5,4 Millimeter lang. Sie haben einen langen und ziemlich schlanken Körperbau und können anhand der Färbung von Kopf und Hemielytren bestimmt werden. Ihre Hemielytren sind hellbraun bis schwarz gefärbt und haben in der Regel einen leicht rötlichen Cuneus.

## Vorkommen und Lebensraum
Die Art ist in Europa weit verbreitet, fehlt aber in Teilen des südlichen Mittelmeerraums. Nach Osten ist die Art bis in den Kaukasus verbreitet. Sie wurde durch den Menschen auch in Nordamerika eingeschleppt. In Deutschland und Österreich ist sie weit verbreitet und häufig.

## Lebensweise
Die Wanzen leben an Gemeiner Hasel (Corylus avellana), weswegen sie auch ihren Namen erhalten haben. Sie saugen an den Knospen, jungen Blättern und den unreifen Reproduktionsorganen der Pflanzen. Darüber hinaus saugen sie aber auch räuberisch an Blattläusen, Blattflöhen und anderen kleinen Insekten. Adulte Wanzen treten ab Juni auf, Weibchen findet man bis in den August. Sie legen ihre Eier an den jungen Trieben der Wirtspflanzen ab.

## Belege